# Pont au Double
De Pont au Double (Nederlands: Dubbele brug) is een brug over de rivier de Seine in de Franse hoofdstad Parijs, gebouwd tussen 1881 en 1883.

## Geschiedenis

### Oorspronkelijke brug
In1515 werd er aan François Ier gevraagd om een brug te bouwen over de smallere arm van de Seine tussen het Île de la Cité en het 5e arrondissement, om de twee gebouwen van het ziekenhuis Hôtel-Dieu te verbinden, en zo de zieken gemakkelijker over te kunnen brengen. Het duurde echter tot 1626 voordat deze brug, naar een ontwerp van de architect Gamard, werd gebouwd. De ijzeren boogstructuur werd bewaakt door twee bewakers, maar een derde van de brug was open voor normale voetgangers. Met de tol die zij betaalden werden de bouwkosten afgelost. Hier komt ook de huidige naam vandaan: om over te steken moest men een dubbele (double) denier betalen.

### Vervolg

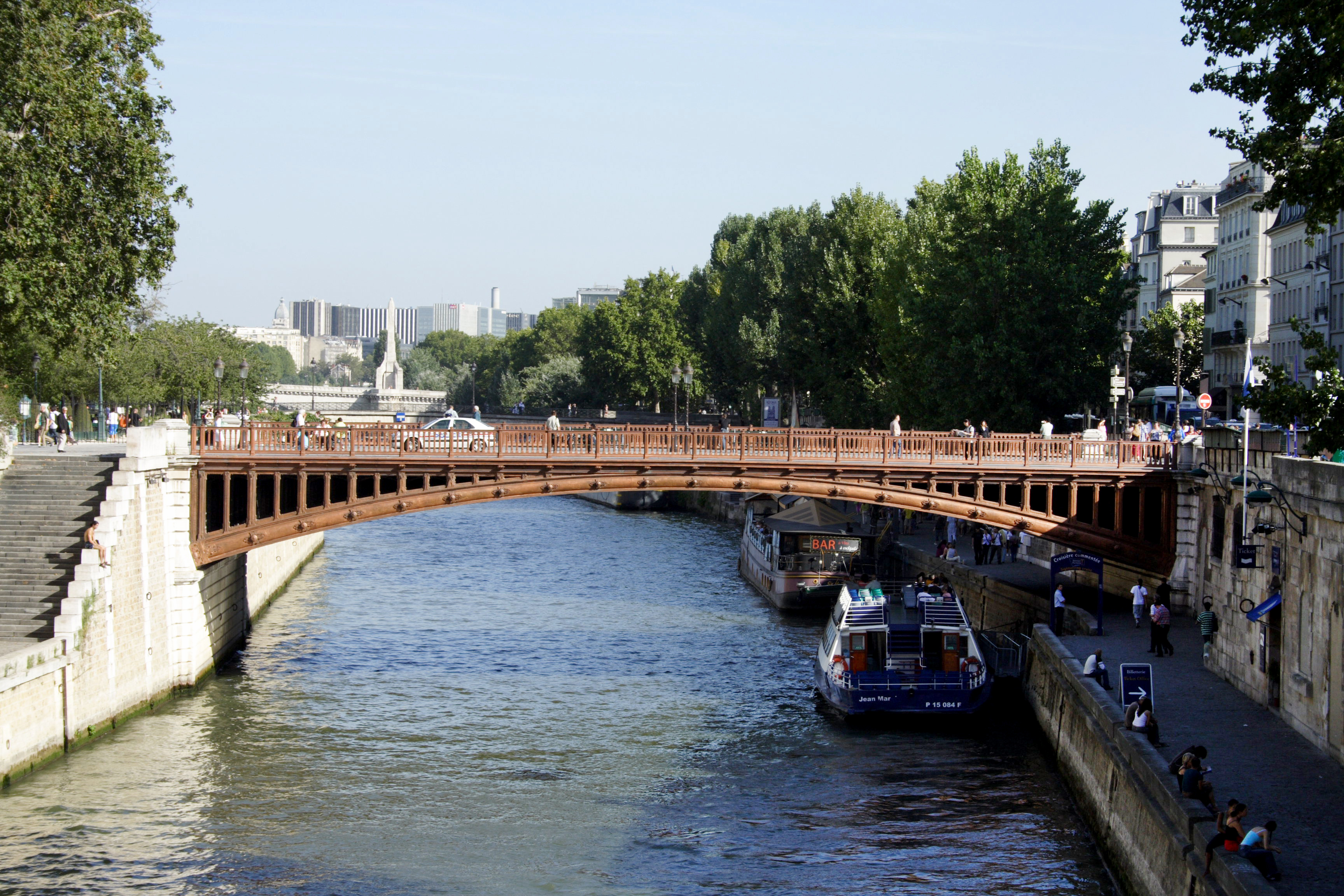
De huidige brug

In 1634 werden twee gebouwen op de brug gebouwd. In 1709, nog geen eeuw na de bouw, stortte de constructie in. Deze werd weer opgebouwd en bleef tot 1847 behouden. In 1883 werd hij vervangen door de huidige brug, een gietijzeren boogbrug. Er werd voor deze constructie gekozen om geen pijler in de rivier te hoeven plaatsen, waarmee het scheepvaartsverkeer zou worden gehinderd.
Aan de basis van de brug bevindt zich een trap, die als nooduitgang diende bij een eventuele ramp. Daarnaast werd deze trap gebruikt door de nonnen, om bij de werven te komen waar vuile kleren werden gewassen in de Seine. Tegelijkertijd dumpte het ziekenhuis hier zijn afval en vuile water.

## Locatie
De brug verbindt het 4e arrondissement bij de Notre Dame-kathedraal op het Île de la Cité met het 5e arrondissement.

## Panorama

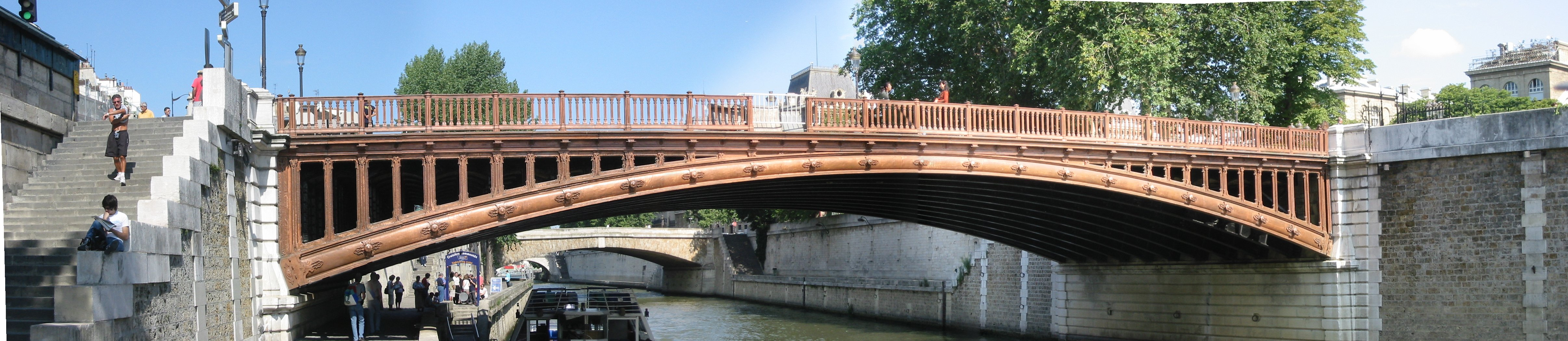
Panorama van de Pont au Double